# Chascomús
Chascomús – miasto w Argentynie, położone we wschodniej części prowincji Buenos Aires.

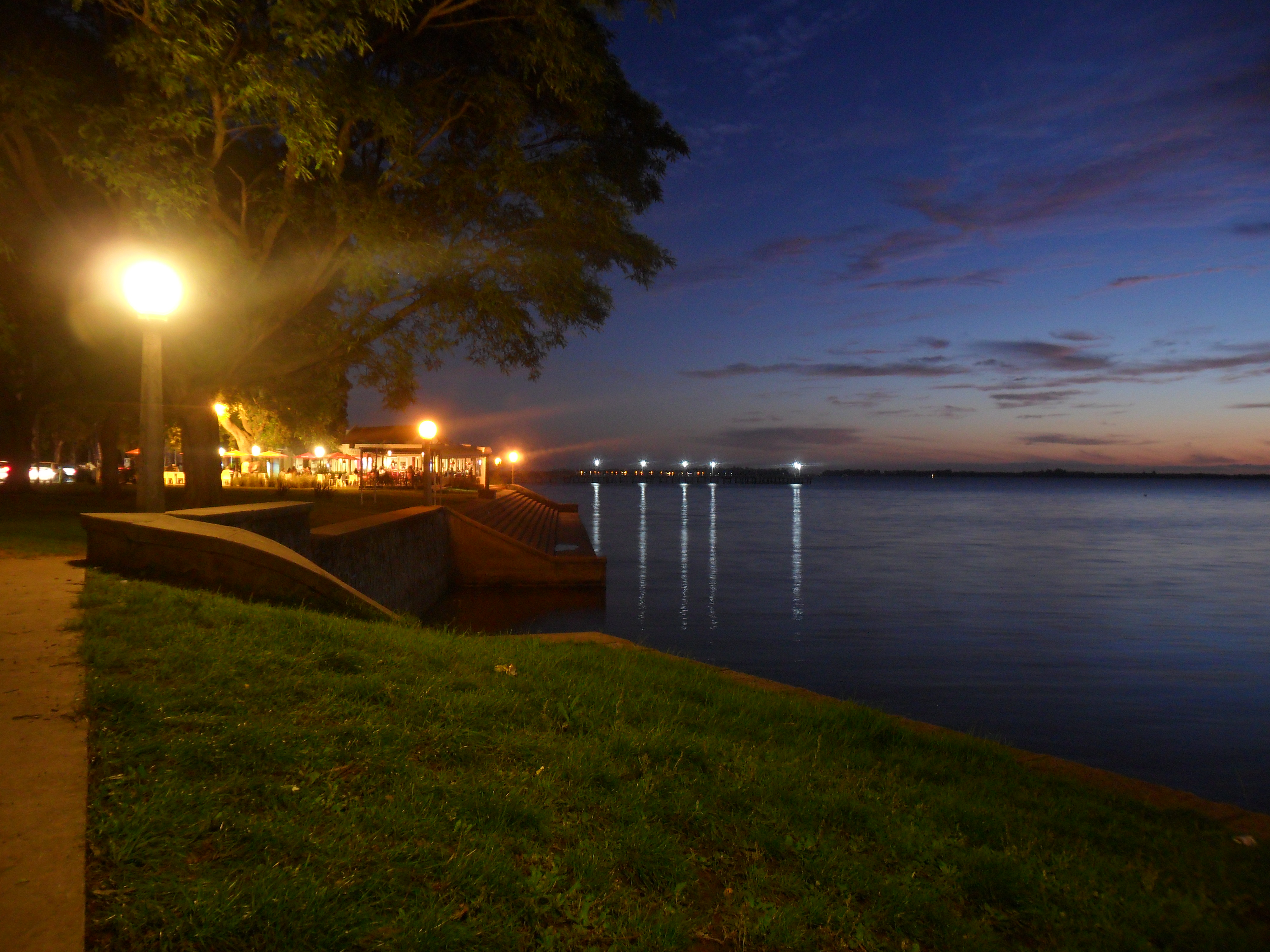
Jezioro Chascomús

## Opis
Miejscowość została założona 30 maja 1779 roku, węzeł drogowy, przez miasto przebiega droga ekspresowa RN2 i linia kolejowa. Obecnie miasto jest ośrodkiem turystycznym, położonym nad Jeziorem Chascomús. W Chascomús znajduje się Katedra Najświętszej Marii Panny z 1832 roku.

## Demografia

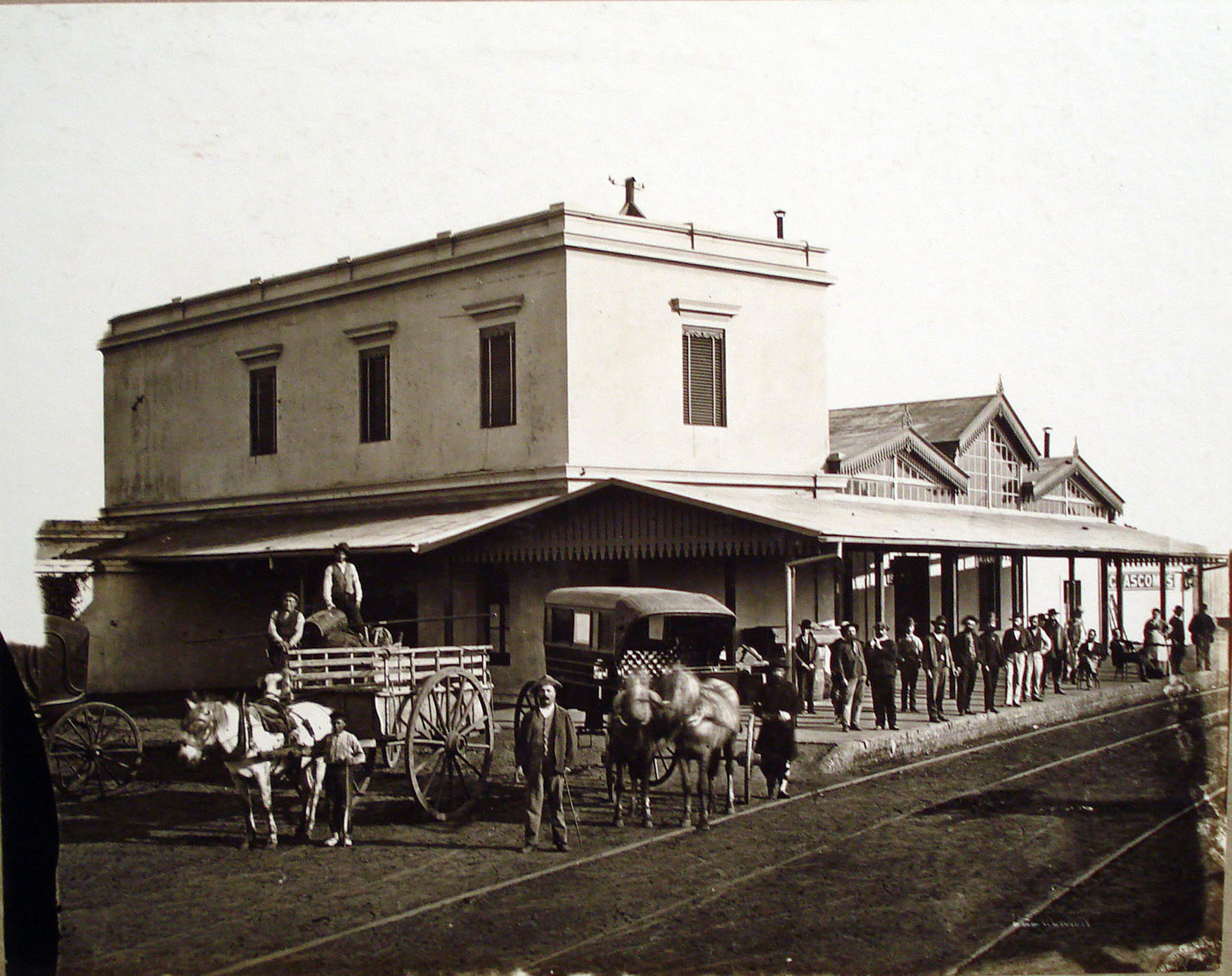
Stacja kolejowa Chascomús w 1875